# 퀸타 다 보아 비스타 공원

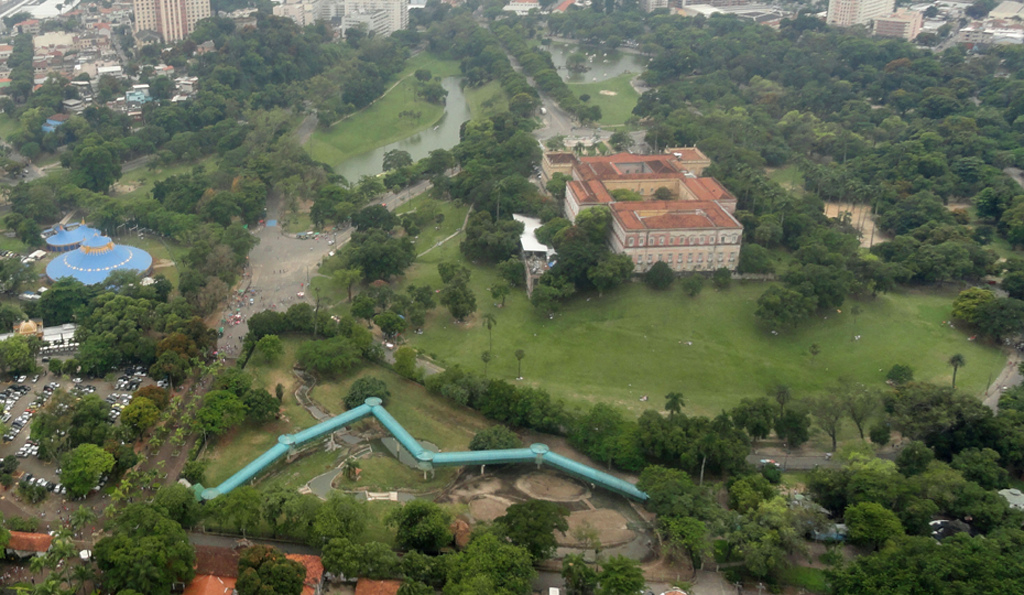

퀸타 다 보아 비스타 공원(Quinta da Boa Vista)은 브라질 리우데자네이루의 공원이다.
포르투갈 왕과 브라질 황제의 공저였던 왕궁 주변에 만들어진 시민을 위한 휴식공간이다. 칸타 다 보아 비스타 공원의 중앙에 국립박물관이 있으며, 이곳에서는 인디오의 유물, 역사문서, 도기 등 중남미 중심의 고고학, 민족학, 자연사 관련자료가 100만점 정도 소장되어 있다. 특히 벤데고라 불리는 세계 최대의 운석은 무게가 5,360kg으로, 이는 1888년 바이아 주벤 데고강에서 발견한 것이라고 한다.